# Xã Shell Rock, Quận Greenwood, Kansas
Xã Shell Rock (tiếng Anh: Shell Rock Township) là một xã thuộc quận Greenwood, tiểu bang Kansas, Hoa Kỳ. Năm 2010, dân số của xã này là 160 người.